# Aqua Traiana
De Aqua Traiana was een antiek aquaduct in het oude Rome.

## Trans Tiberim
Het aquaduct werd gebouwd in opdracht van keizer Trajanus en werd in 109 n. Chr. voltooid. De Aqua Traiana was het tiende aquaduct dat in Rome gebouwd werd en had tot doel het district Trans Tiberim (het huidige Trastevere) van water te voorzien. Deze wijk kreeg vóór de bouw van dit aquaduct alleen vers drinkbaar water aangevoerd van aquaducten op de oostelijke oever van de Tiber, dat via pijpleidingen aan bruggen naar de wijk werd gebracht. In de eerste eeuw was echter de bevolking in Trans Tiberim sterk toegenomen en dat maakte de aanvoer van meer water noodzakelijk.

Het reeds bestaande Aqua Alsietina aquaduct had ook Trans Tiberim als eindpunt, maar voerde ondrinkbaar water aan dat alleen werd gebruikt voor bewatering van boerderijen op de heuvel en voor het vullen van de Naumachie van Augustus.

## Traject
De bron van de Aqua Traiana was het Lacus Sabatinus, het tegenwoordige Meer van Bracciano ten noordwesten van Rome. Het aquaduct werd door verschillende kleinere en grote bronnen bij het meer gevoed, waardoor de eerste sectie langs de rand van een groot deel van het meer liep. Hierna ging het over een afstand van ongeveer 32 kilometer naar het belangrijkste eindpunt, een groot reservoir op de top van de Janiculum. Een kleiner zijaquaduct takte al voor de Janiculum af richting de Vaticaanse heuvel, waar het mogelijk de Naumachie van Trajanus bediende.
Het grootste deel van het traject lag op grondniveau, pas bij het naderen van de stad ging het aquaduct op arcaden boven straatniveau verder. De maximale hoogte van het aquaduct was zes meter.
Doordat het hoofdreservoir op de top van de Janiculum stond, kon men de kracht van het naar beneden stromende water gebruiken om een aantal watermolens aan te drijven, die voor de industrie werden gebruikt. De kracht van het water was groot genoeg om ook de wijken van de stad op de oostelijke oever te bedienen. Via de leidingen aan de bruggen kwam zo voor het eerst water van de westelijke oever het stadscentrum binnen. Het belangrijkste eindpunt waren de Thermen van Trajanus op de Oppius, die de keizer gelijktijdig had laten bouwen.

## Restauratie
De Aqua Traiana bleef functioneren tot de Goten in 537 tijdens hun beleg van Rome de aquaducten afbraken. In de middeleeuwen werd zonder veel succes een aantal pogingen gedaan om het aquaduct weer te repareren. Pas in 1605 liet Paus Paulus V, die meende dat het om de Aqua Alsietina uit de tijd van Augustus ging, de Aqua Traiana grotendeels restaureren en herbouwen en gaf het daarna zijn eigen naam, Aqua Paola.
Een aantal delen van dit aquaduct staan nog steeds overeind, met name langs de Via Aurelia, maar ook ondergronds zijn restanten teruggevonden. In januari 2010 werd bekendgemaakt dat het beginpunt van het aquaduct onder een kerkje bij het Meer van Bracciano was gevonden. Twee Britse filmmakers die bezig waren met een film over aquaducten troffen onder het kerkje een bassin en een gangenstelsel aan uit de Romeinse tijd dat als het begin van de Aqua Traiana kon worden geïdentificeerd.
In tegenstelling tot de andere aquaducten, zijn er van de Aqua Traiana niet veel details meer bekend. Dit komt doordat dit aquaduct pas werd gebouwd nadat de Romeinse schrijver Frontinus zijn beroemde standaardwerk over de Romeinse watervoorziening, De aquis urbis Romae, al had geschreven.
De lengte van het aquaduct wordt geschat op 32,5 km of 59,2 km.

## Voetnoten
1. ↑  H. Watkins, Colonia Marciana Traiana Thamugadi: Dynasticism in Numidia Thomas, in Phoenix 56 (2002), pp. 84-108.
2. ↑  Inscriptie: PAULUS V · ROM · PONT · OPT · MAX · AQUAEDUCTUS · AB · AVG · CAES · EXTRUCTOS ... RESTITUIT - Paulus V Rom(e's) Pont(ifex) Opt(imus) Max(imus) heeft (dit) aquaduct door Aug(ustus) Caes(ar) opgericht ... hersteld
3. ↑  F. Coarelli, Rom. Ein archäologischer Führer, Mainz, 2000, p. 40.
4. ↑  N. Smith, Mensch und Wasser, München, 1978.